# Chrysacris sinucarinata
Chrysacris sinucarinata är en insektsart som beskrevs av Zheng, Z. 1988. Chrysacris sinucarinata ingår i släktet Chrysacris och familjen gräshoppor. Inga underarter finns listade i Catalogue of Life.